# Lancaster (Wisconsin)
Lancaster é uma cidade localizada no estado norte-americano de Wisconsin, no Condado de Grant.

## Demografia
Segundo o censo norte-americano de 2000, sua população era de 4070 habitantes. Em 2006, foi estimada uma população de 3893, um decréscimo de 177 (-4.3%).

## Geografia
De acordo com o United States Census Bureau, Lancaster tem uma área de 7,3 km², dos quais 7,3 km² cobertos por terra e 0,0 km² cobertos por água.

## Localidades na vizinhança
O diagrama seguinte representa as localidades num raio de 20 km ao redor de Lancaster.